# NGC 5409
NGC 5409 est une vaste galaxie spirale intermédiaire située dans la constellation du Bouvier. Sa vitesse par rapport au fond diffus cosmologique est de 6 493 ± 18 km/s, ce qui correspond à une distance de Hubble de 95,8 ± 6,7 Mpc (∼312 millions d'al). NGC 5409 a été découverte par l'astronome allemand Wilhelm Tempel en 1883.
NGC 5409 a été utilisée par Gérard de Vaucouleurs comme une galaxie de type morphologique (R2')SAB(r)b dans son atlas des galaxies,.
La classe de luminosité de NGC 5409 est II et elle présente une large raie HI. Selon la base de données Simbad, NGC 5409 est une galaxie LINER, c'est-à-dire une galaxie dont le noyau présente un spectre d'émission caractérisé par de larges raies d'atomes faiblement ionisés.
À ce jour, une vingtaine de mesures non basées sur le décalage vers le rouge (redshift) donnent une distance de 81,100 ± 10,326 Mpc (∼265 millions d'al), ce qui est à l'intérieur des valeurs de la distance de Hubble. Notons que c'est avec la valeur moyenne des mesures indépendantes, lorsqu'elles existent, que la base de données NASA/IPAC calcule le diamètre d'une galaxie et qu'en conséquence le diamètre de NGC 5409 pourrait être d'environ 55,7 kpc (∼182 000 al) si on utilisait la distance de Hubble pour le calculer.

## Supernova
La supernova SN 2011is a été découverte dans NGC 5409 le 21 novembre 2011 par l'astronome italien Marco Migliardi du groupe ISSP (Italian Supernovae Search Project). Cette supernova était de type Ia.

## Groupe de NGC 5423
NGC 5409 fait partie du groupe de NGC 5423, la galaxie la plus brillante de ce groupe. Ce groupe de galaxies compte au moins quatre membres. Les trois autres galaxies du groupe sont NGC 5416, NGC 5423 et NGC 5424.